# 松嶋菜々子
松嶋 菜々子（まつしま ななこ、1973年〈昭和48年〉10月13日 - ）は、日本の女優、モデル。
神奈川県横浜市出身。セブンス・アヴェニュー所属。夫は俳優の反町隆史。

## 略歴
高校1年の終わりごろ、女性ファッション雑誌『ViVi』の読者モデルにスカウトされ、両親の反対を説得しデビュー。
1991年、日本マクドナルドの『てりやきバーガー』キャンペーンのテレビCMに出演し話題となる。同年11月、『なるほど!ザ・ワールド』の放送10周年とタイアップした旭化成水着マスコットガールに選ばれ、1992年度の第17代『旭化成せんいキャンペーンモデル』に選ばれる。『なるほど!ザ・ワールド』に旭化成せんいキャンペーンモデルとして出演。また同年、アサヒビールの飲料部門（アサヒ飲料）のイメージガールに選ばれ、1992年度のイメージガールとなる。
1992年、18歳からファッション雑誌『ViVi』の専属モデルを務める。当時はバブル崩壊の時代を反映し、バブル期に流行ったボディコン（ボディ・コンシャス）に対抗したキャッチコピー「ハートコンシャス・サンプレイ」というものだった。同年、テレビドラマ『社長になった若大将』（TBS）で女優デビュー。
1994年から1995年にかけて、バラエティ番組『とんねるずのみなさんのおかげです』（フジテレビ）のコント「近未来警察072」でイジられ役のナナ隊員として出演し、知名度を上げていく。
1995年、『アベニール・サリュー』（日産）のCMでの「お～ま～た」の台詞とミニスカートの脚線美が話題を呼び、指名の仕事が急増。
1996年、NHK連続テレビ小説『ひまわり』のヒロイン役に抜擢。約2000人が参加したオーディションで、朝ドラが初主演作。メジャー女優にステップアップし、以降はポスト・トレンディ女優の代表格となる。
1997年、当時所属していた事務所から独立する。松下電工（現パナソニック）のCMイメージキャラクター『きれいなおねえさん』の2代目を務め、好感度No.1女優に選ばれた。水野真紀に続く『きれいなおねえさん』に扮して話題となった。
1998年、『リング』で映画初主演を果たし、第22回日本アカデミー賞優秀主演女優賞を受賞する。同年にテレビドラマ『Sweet Season』（TBS）に出演。テレビドラマ『GTO』（関西テレビ）の冬月あずさ役で人気を博す。ドラマも大ヒットとなった。
1999年、3本の連続ドラマ（『救命病棟24時』（フジテレビ）、『魔女の条件』（TBS）、『氷の世界』（フジテレビ））は、いずれもヒットし、話題となった。同年に『第50回NHK紅白歌合戦』では初の審査員を務める。
2000年、8月に3夜連続で放送されたスペシャルドラマ『百年の物語』（TBS）に主演し、平均視聴率29.6%を獲得。テレビドラマ『やまとなでしこ』（フジテレビ）でも30%越えを達成し、大ブレイクを果たした。
2001年2月21日、『GTO』で共演した俳優の反町隆史と結婚。翌22日に、反町が自身の公式サイトでファンに報告し、フジテレビのV3スタジオで、反町、松嶋2人揃って会見を開いた。2人の人気は当時絶頂であり、21世紀最初のビッグカップル誕生と騒がれた。
2002年、NHK大河ドラマ『利家とまつ〜加賀百万石物語〜』に唐沢寿明とダブル主演。連続テレビ小説と大河ドラマの両方でヒロインを務めるのは史上初（彼女以降、宮﨑あおい、井上真央、吉高由里子、有村架純が両方務めている）。
2004年、2月に妊娠が公になり女児（第1子）を出産。その後、8月には住友生命のCMで活動再開。
2005年、1月スタートのテレビドラマ『救命病棟24時』で本格的に女優復帰。11月にドラマ・コンプレックス『火垂るの墓- ほたるのはか -』（日本テレビ）で冷酷な叔母役を演じ、ドラマ・コンプレックス史上最高視聴率21.2%を獲得。松嶋はテレビ誌で、『火垂るの墓』の澤野久子役のオファーを聞いた時、当初やりたくないと思ったことを告白している。
2006年、グローバルな貧困根絶キャンペーン『ほっとけない世界のまずしさキャンペーン』に参加。
2007年、女児（第2子）を出産。
2008年、3月に住友生命のCMで復帰。
2009年、7月スタートのテレビドラマ『救命病棟24時』で本格的に女優復帰。

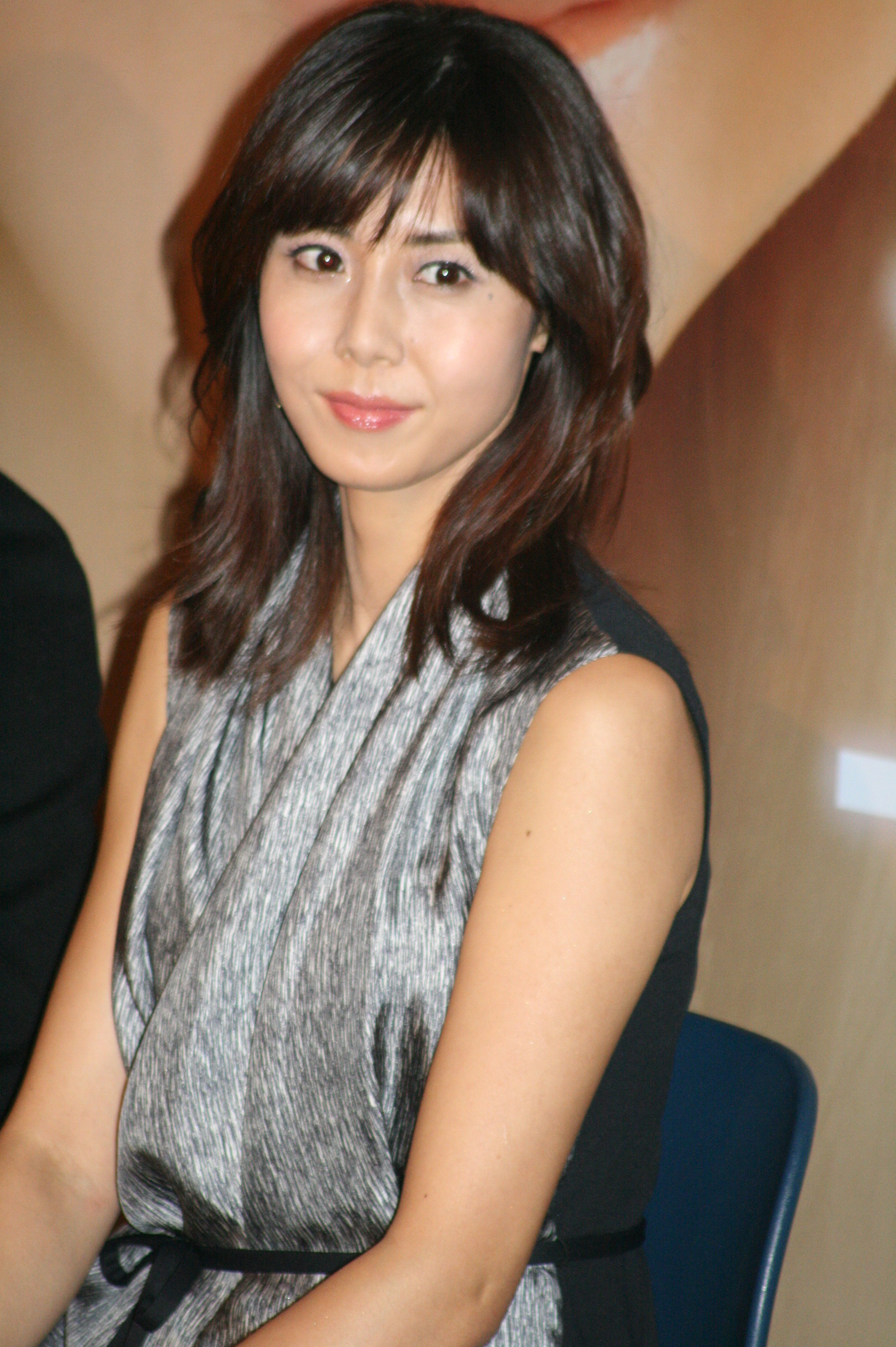
2010年映画『ゴースト もういちど抱きしめたい』プロモーションにて

2011年、10月スタートのテレビドラマ『家政婦のミタ』（日本テレビ）で2年ぶり（単独主演としては11年ぶり）の連ドラ主演。仕事は完璧にこなすも、無表情で機械的な家政婦を演じ、視聴率は平均視聴率25.2%、最高視聴率は日本のテレビドラマ史上歴代3位タイとなる40.0%という驚異の高視聴率を記録した。このドラマは社会現象となり、困難な実社会で働く女性たちから共感と支持を集め、往年の「菜々子の神通力」を業界に改めて知らしめる結果となった。
2012年、テレビドラマ『ラッキーセブン』（フジテレビ）に2クール連続でドラマ出演（前述の『家政婦のミタ』から引き続き。松嶋の2クール連続出演は14年振り、月9枠の出演は11年振り）。
2015年8月、TBSの終戦70年スペシャルドラマ『レッドクロス〜女たちの赤紙〜』で4年ぶりのドラマ主演。
2019年4月、NHK連続テレビ小説『なつぞら』に柴田富士子役として出演（『ひまわり』から23年ぶり）。
2023年1月12日、『第34回日本ジュエリーベストドレッサー賞』40代部門を受賞。過去受賞した20代、30代部門に続き3度目の受賞は同賞初の快挙となった。
同年11月、夫の反町とSHISEIDO MENのCMで共演、共演は『利家とまつ〜加賀百万石物語〜』以来であり、CMでは初共演となった。
2025年3月、NHK連続テレビ小説『あんぱん』に柳井登美子役として出演。

## 人物

### 学生時代
- 横浜市立矢向小学校、相模女子大学中学部・高等部卒業。中学時代はソフトボール部、高校時代は書道部に所属していた。

### エピソード
- 小さい頃から視力が悪く眼鏡をかけているが、普段はコンタクトを使う[13]。
- 小学生まで横浜市鶴見区、中学生からは座間市で過ごした。『ひまわり』出演が決まってから実家を出て、NHKの近くに引っ越した[2]。
- 『ひまわり』のオーディションは、当時所属していた事務所から「受からないかもしれないけどオーディションを受けてみて」と勧められた。オーディションを受けた後に「一緒にうなぎを食べに行こう」とスタッフからNHK近くの店へランチに誘われる。主演に決まり、プロデューサーから「ドラマで食事のシーンがあるから、食べ方を見たくて食事に連れて行った」という話を聞いた[14]。

### 交友関係
- 女優の深浦加奈子のことを姉のように慕っていた。
- 所属事務所の先輩女優であった白川由美とは家族ぐるみの付き合いをしていた[15]。

### 免許・資格
- 運転免許は普通自動車と普通自動二輪車を所持。

### 家族
- 父、母、兄がいる。
- 結婚後は夫（反町隆史）、娘が2人。

## 出演
※役名の太字は主演

### テレビドラマ
- 社長になった若大将（1992年4月16日 - 7月30日、TBS） - 藤木美和 役
- ボクたちのドラマシリーズ お願いダーリン!（1993年2月18日 - 3月18日、フジテレビ）
- ハートにS 第13回「CM」（1995年7月10日、フジテレビ）
  - ハートにS 第21回「マンスリースペシャル 夏のファンタスム」（1995年9月4日）
- 連続テレビ小説（NHK総合）
  - ひまわり（1996年4月1日 - 10月5日） - 主演・南田のぞみ 役
  - なつぞら（2019年4月1日 - 9月28日） - 柴田富士子 役[16]
  - あんぱん（2025年3月31日 - ） - 柳井登美子 役[17]
- 土曜ワイド劇場 女マネージャー走る!（1996年11月23日、テレビ朝日）
- 劇的紀行 深夜特急'96〜熱風アジア編〜（1996年12月8日、名古屋テレビ・テレビ朝日） - 手塚真理子 役
  - 劇的紀行 深夜特急'97〜西へ!ユーラシア編〜（1997年7月3日）
  - 劇的紀行 深夜特急'98〜飛光よ!ヨーロッパ編〜（1998年1月6日）
- 君が人生の時（1997年1月17日 - 3月21日、TBS） - 永井朋美 役
- 世にも奇妙な物語 春の特別編 (1997年)「管理人」（1997年3月31日、フジテレビ） - 主演・沢木聡美 役
- こんな恋のはなし（1997年7月3日 - 9月18日、フジテレビ） - 藤村香織 役
- 心療内科医・涼子 第8話（1997年12月1日、読売テレビ・日本テレビ） - 稲村沙織 役
- Sweet Season（1998年1月15日 - 3月26日、TBS） - 主演・藤谷真尋 役
- GTO（1998年7月7日 - 9月22日、関西テレビ・フジテレビ） - 冬月あずさ 役
  - GTOドラマスペシャル（1999年6月29日）
  - GTOリバイバル（2024年4月1日）[18]
- 加賀百万石〜母と子の戦国サバイバル（1999年1月3日、NHK総合） - 淀 役
- 救命病棟24時シリーズ（フジテレビ） - 主演・小島楓 役（江口洋介とW主演）
  - 救命病棟24時 第1シリーズ（1999年1月5日 - 3月23日）
  - 救命病棟24時 スペシャル2005（2005年1月4日）
  - 救命病棟24時 第3シリーズ（2005年1月11日 - 3月22日）
  - 救命病棟24時 アナザーストーリー（2005年3月29日）
  - 救命病棟24時 救命医・小島楓（2009年7月14日 - 8月4日）
  - 救命病棟24時 第4シリーズ（2009年8月11日 - 9月22日）
  - 救命病棟24時 〜2010スペシャル〜（2010年1月3日）
  - 救命病棟24時 第5シリーズ（2013年7月9日 - 9月10日）
- 魔女の条件（1999年4月8日 - 6月17日、TBS） - 主演・広瀬未知 役（滝沢秀明とW主演）
- 氷の世界（1999年10月11日 - 12月20日、フジテレビ） - 主演・江木塔子 役（竹野内豊とW主演）
- 百年の物語 第1夜「大正編・愛と憎しみの嵐」（2000年8月28日、TBS） - 主演・戸倉彩 役
  - 百年の物語 第2夜「戦後編・愛は哀しみをこえて」（2000年8月29日） - 主演・横山純子 役
  - 百年の物語 第3夜「現代編・Only Love」（2000年8月30日） - 主演・横山千代 役
- やまとなでしこ（2000年10月9日 - 12月18日、フジテレビ） - 主演・神野桜子 役
- 大河ドラマ（NHK総合）
  - 利家とまつ〜加賀百万石物語〜（2002年1月6日 - 12月15日） - 主演・まつ 役（唐沢寿明とW主演）
  - どうする家康（2023年1月8日 - 11月19日） - 於大の方 役[19]
- 美女か野獣（2003年1月9日 - 3月20日、フジテレビ） - 主演・鷹宮真 役（福山雅治とW主演）
- 花より男子（2005年10月21日 - 12月16日、TBS） - 道明寺椿 役（特別出演）
  - 花より男子2〜リターンズ〜（2007年1月5日 - 3月16日）
- 火垂るの墓―ほたるのはか―（2005年11月1日、日本テレビ） - 主演・澤野久子 役
- 古畑任三郎ファイナル 第42回「ラスト・ダンス」（2006年1月5日、フジテレビ） - 大野かえで / もみじ（加賀美京子） 役
- あの戦争は何だったのか 日米開戦と東條英機（2008年12月24日、TBS） - 語り手
- 家政婦のミタ（2011年10月12日 - 12月21日、日本テレビ） - 主演・三田灯 役
- ラッキーセブン（2012年1月16日 - 3月19日、フジテレビ） - 藤崎瞳子 役
  - ラッキーセブン スペシャル（2013年1月3日）
- オリエント急行殺人事件（2015年1月11日・12日、フジテレビ） - 馬場舞子 役
- レッドクロス〜女たちの赤紙〜（2015年8月1日・2日、TBS） - 主演・天野希代 役[20]
- 営業部長 吉良奈津子（2016年7月21日 - 9月22日、フジテレビ） - 主演・吉良奈津子 役[21][22]
- 砂の塔〜知りすぎた隣人（2016年10月14日 - 12月16日、TBS） - 佐々木弓子 役
- 女の勲章（2017年4月15日・16日、フジテレビ） - 主演・大庭式子 役[23]
- 監査役 野崎修平（2018年1月14日 - 3月4日、WOWOW） - 立川祥子 役[24]
  - 頭取 野崎修平（2020年1月19日 - 2月16日）
- 誘拐法廷〜セブンデイズ〜（2018年10月7日、テレビ朝日） - 主演・天吹芽衣子 役[25]
- アメリカに負けなかった男〜バカヤロー総理 吉田茂〜（2020年2月24日、テレビ東京） - 坂本喜代（こりん） 役
- SUPER RICH（2021年10月14日 - 12月23日、フジテレビ） - 島谷聡美 役
- となりのチカラ（2022年1月20日 - 3月31日、テレビ朝日） - 道尾頼子 役[26]
- 王様に捧ぐ薬指（2023年4月18日 - 6月20日、TBS） - 新田静 役[27]
- 黄金の刻〜服部金太郎物語〜（2024年3月30日、テレビ朝日） -  服部まん 役[28]
- 母の待つ里（2024年8月16日・23日、NHK BSプレミアム4K / 9月21日・28日、NHK BS） - 古賀夏生 役[29][30]

### 映画
- 恋と花火と観覧車（1997年2月15日、松竹） - 野々村史華 役
- リング（1998年1月31日、東宝） - 主演・浅川玲子 役
- らせん（1998年1月31日、東宝） - 浅川玲子 役
- リング2（1999年1月23日、東宝） - 浅川玲子 役（特別出演）
- ホワイトアウト（2000年8月19日、東宝） - 平川千晶 役
- 犬神家の一族（2006年12月16日、東宝） - 野々宮珠世 役
- 眉山（2007年5月12日、東宝） - 主演・河野咲子 役
- GATE -A TRUE STORY-（2008年7月19日） - 日本語版ナレーション
- ゴースト もういちど抱きしめたい（2010年11月13日、パラマウント・ピクチャーズ・ジャパン / 松竹） - 主演・星野七海 役
- 犬とあなたの物語 いぬのえいが（2011年1月22日、アスミック・エース） - 多田美里 役
- 藁の楯 わらのたて（2013年4月26日、ワーナー・ブラザース映画） - 白岩篤子 役
- 祈りの幕が下りる時（2018年1月27日、東宝） - 浅居博美 役[31]
- 町田くんの世界（2019年6月7日、ワーナー・ブラザース映画） - 町田百香 役[32]
- AI崩壊（2020年1月31日、ワーナー・ブラザース映画） - 桐生望 役
- 妖怪大戦争 ガーディアンズ（2021年8月13日、東宝 / KADOKAWA） - 渡辺礼香 役
- ミステリと言う勿れ（2023年9月15日、東宝） - 君原奈津子 役[33]

### テレビアニメ
- ジャングル大帝 -勇気が未来をかえる-（2009年9月5日、フジテレビ） - エライザ 役

### 劇場アニメ
- 思い出のマーニー（2014年7月19日、東宝） - 佐々木頼子 役

### バラエティ番組
- とんねるずのみなさんのおかげです コント「近未来警察072」（1994年 - 1995年、フジテレビ） - ナナ隊員 役

### 音楽番組
- 第50回NHK紅白歌合戦（1999年12月31日、NHK総合・ラジオ第1） - 審査員

### ドキュメンタリー番組
- スーパープレミアム「古代エジプト 3人の女王のミステリー」
  - （2017年11月25日、NHK BSプレミアム）
  - （2018年3月27日、NHK総合） - ナビゲーター
- アナザーストーリーズ 運命の分岐点（2018年11月6日 - 、NHK BSプレミアム） - ナビゲーター

### ミュージックビデオ
- 槇原敬之「君の名前を呼んだ後に」（2003年）

### CM
- P&G『クレアラシル』（1990年）
- 日本マクドナルド（1991年）
- 旭化成（1992 - 1993年）
- アサヒ飲料（1992 - 1993年）
- 花王 NIVEA（1995年）
- ロッテ『ZERO』
- ワールド
- 日産自動車『アベニールサリュー』（1995年）
- 住友生命（1996年 - 2011年）
- KIRIN 『スウォーター』（1996年 - 1997年）
- National 『きれいなおねえさんシリーズ』（1997年 - 2000年）
- P&G 『マックスファクター』（1998年 - 2004年）
- 山之内製薬 『カコナール内服液』（1998年 - 2001年）
- ロッテ『フォンダンショコラ』（1999年 - 2000年）
- NTT（1999年）
- 日本中央競馬会 「私を楽しむ。それが競馬」（2000年）
- キリンビバレッジ 『生茶』（2000年 - 2007年）
- 明治製菓（現：明治） 『フラン』（2001年 - 2002年）
- Nikon（2003年 - 2006年）
- 森永製菓 『小枝』（2004年 - 2007年）
- ホワイトバンドプロジェクト（2005年）
- 任天堂
  - 『ニンテンドーDS』（2005 - 2007年）
  - 『Wii Fit Plus』（2009年 - 2010年）
- KOSE
  - 『雪肌精』（2007年 - 2012年）
  - 『コスメデコルテ モイスチュアリポソーム』（2012年 - 2013年）
- 麒麟麦酒 『一番搾り』（2009年 - 2010年）
- 大正製薬 『パブロン』（2011年 - ）
- サッポロビール 『北海道Premium』（2012年 - 2014年）
- 江崎グリコ
  - 『アーモンドピーク』（2012年 - 2014年）
  - 『アーモンド効果』（2025年 - ）[34]
- トヨタ自動車『クラウン』（2013年 - 2014年）※ビートたけしと共演
- サントリー 『パーフェクトサントリービール』（2021年 - ）
- セコム 『セコム・ホームセキュリティ』（2021年 - ）[35]
- 資生堂『SHISEIDO MEN』（2023年 - ）[36]

## 受賞歴
- イヤージュエリーイメージリーダー
- 1999年
  - ベストジーニスト 一般選出部門
  - ベストドレッサー賞 女性部門
  - エランドール賞 新人賞
  - 第10回日本ジュエリーベストドレッサー賞 20代部門
  - 第23回ザテレビジョンドラマアカデミー賞 主演女優賞（『氷の世界』）[37]
  - 第9回TV LIFE年間ドラマ大賞 主演女優賞（『救命病棟24時』『魔女の条件』『氷の世界』）[38]
  - 第22回日本アカデミー賞 優秀主演女優賞（『リング』）[39]
  - 第7回橋田賞 新人賞[40]
- 2000年
  - 第27回ザテレビジョンドラマアカデミー賞 主演女優賞 / ベストドレッサー賞（『やまとなでしこ』）[41][42]
  - 第37回ゴールデン・アロー賞 大賞 / 放送賞
- 2001年
  - 第24回日本アカデミー賞 優秀主演女優賞（『ホワイトアウト』）
- 2002年
  - 第35回ザテレビジョンドラマアカデミー賞 主演女優賞（『利家とまつ 加賀百万石物語』）[43][44]
- 2003年
  - 第36回ザテレビジョンドラマアカデミー賞 主演女優賞（『美女か野獣』）[45][46]
- 2009年
  - 第62回ザテレビジョンドラマアカデミー賞 主演女優賞（『救命病棟24時』）[47][48]
- 2011年
  - 第71回ザテレビジョンドラマアカデミー賞 主演女優賞（『家政婦のミタ』）[49][50]
  - 第21回TV LIFE年間ドラマ大賞 主演女優賞（『家政婦のミタ』）[51]
  - TVnavi ドラマ・オブ・ザ・イヤー2011 最優秀主演女優賞（『家政婦のミタ』）[52]
- 2012年
  - 第15回日刊スポーツ・ドラマグランプリ 主演女優賞（『家政婦のミタ』）[53]
- 2013年
  - 第24回日本ジュエリーベストドレッサー賞 30代部門[54]
- 2023年
  - 第34回日本ジュエリーベストドレッサー賞 40代部門[55]

## 書籍
- 松嶋菜々子と行くパリの旅本（2004年、集英社）

### 写真集
- 松嶋菜々子・イン・ホワイトアウト（撮影：渡部伸、2000年、扶桑社 ISBN 4-594-02951-5）
- 松嶋菜々子「百年の物語」写真集（撮影：渡部伸、2000年、角川書店 ISBN 4-04-853270-7）
- 眉山 母なる山 - 松嶋菜々子（撮影：渡部伸、2007年、幻冬舎 ISBN 978-4-344-01322-3）